# Pekka Lounela
Pekka Elias Lounela, född 20 augusti 1932 i Helsingfors, död där 2 december 2002, var en finländsk författare, chef för Rundradions teateravdelning 1965–1973.
Lounela debuterade 1954 med en diktsamling som placerade honom i de finska lyrikmodernisteras skara. Han framträdde därefter med kåserier (sign. Kala, tre urvalsvolymer 1959–1978), reseskildringar, skådespel och lyrik, hörspel, tv-pjäser, essäer med mera. Lounela verkade även som kulturjournalist, bland annat som redaktionssekreterare för Parnasso 1955–1957, och hade talrika förtroendeuppdrag inom olika kulturorganisationer. Han utgav 1964 en polemisk skrift om bostadssituationen (Anna meidän asua) och 1976 verket Rautainen nuoruus, en krönika som skildrar hans egen generations intellektuella utveckling. Lounelas biografi över Hella Wuolijoki utkom 1979.